# SARS-gerelateerd coronavirus
Severe acute respiratory syndrome-gerelateerd coronavirus, ook wel afgekort tot SARSr-CoV, is een virussoort van het geslacht betacoronavirus dat in staat is om mensen, vleermuizen en andere dieren te infecteren. Het SARS-gerelateerd coronavirus is een omhuld, positief enkelstrengig RNA-virus dat zijn gastheercel binnentreedt door zich aan de ACE2-receptor te binden. De soort maakt deel uit van het ondergeslacht Sarbecovirus.